# Ani

Cờ hiệu của Ani

Ani (tiếng Armenia: Անի; tiếng Hy Lạp cổ: Ἄνιον, Ánion; tiếng Latinh: Abnicum; tiếng Gruzia: ანისი, Anisi; tiếng Thổ Nhĩ Kỳ: Ani) là một thành phố Armenia đổ nát thời Trung Cổ nằm tại tỉnh Kars của Thổ Nhĩ Kỳ, gần biên giới với Armenia.
Giữa năm 961 đến 1045, nó từng là thủ đô của vương quốc Bagratid Armenia đã từng trải rộng khắp Armenia và miền đông Thổ Nhĩ Kỳ ngày nay. Ani từng được biết đến như là "Thành phố của 1001 Nhà thờ" khi nó nằm trên nhiều tuyến đường thương mại và có rất nhiều các công trình tôn giáo, cung điện, công sự cũng như các cấu trúc kỹ thuật tốt nhất và tiên tiến nhất lúc bấy giờ. Ở thời kỳ hưng thịnh, thành phố có dân số ước đạt 100.000 người.
Ani từ lâu đã nổi tiếng nhờ sự tráng lệ và lộng lẫy, thành phố đã từng bị rơi vào quên lãng bởi vó ngựa Mông Cổ vào năm 1236 và sau đó là bị tàn phá bởi trận động đất năm 1319 khiến nó suy tàn trở thành một ngôi làng, dần dần bị bỏ rơi và lãng quên vào thế kỷ 17. Ani là biểu tượng về văn hóa, tôn giáo, di sản đã được công nhận rộng rãi bởi những người Armenia. Razmik Panossian, một nhà khoa học chính trị người Canada gốc Armenia thì Ani là một trong những biểu tượng hữu hình dễ thấy nhất về sự vĩ đại của văn hóa Armenia và do đó nó là niềm tự hào của người Armenia.

## Tên nguyên
Thành phố đã mất tên từ thành phố pháo đài Armenia và trung tâm Pagan giáo Ani-Kamakh nằm ở vùng Daranaghi của Thượng Armenia. Ani được biết đến trước đây như là 'Khnamk (Խնամք), mặc dù các nhà sử học không chắc chắn về lý do nó có tên như vậy. Nhà ngôn ngữ học người Đức Heinrich Hübschmann là người nghiên cứu về ngôn ngữ Armenia cho rằng "khnamel" (խնամել) trong tiếng Armenia có thể là nguyên mẫu của từ "chăm sóc". Ani cũng là tên khác của nữ thần Anahit của người Armenia cổ đại, được xem như là người bảo vệ của Armenia.

## Vị trí
Thành phố nằm tại một khu vực có hình tam giác, một địa điểm phòng thủ tự nhiên với phía đông là khe núi của sông Akhurian và phía tây là thung lũng Bostanlar hay còn gọi là Tzaghkotzadzor. Akhurian là một nhánh của sông Aras và là một phần của biên giới tự nhiên giữa Armenia và Thổ Nhĩ Kỳ. Địa điểm khảo cổ này nằm ở độ cao 4.390 foot (1.340 m) so với mực nước biển.

## Lịch sử

### Lịch sử ban đầu
Các nhà sử gia Armenia như Ghazar Parpetsi hay Yeghishe đã đề cập tới Ani từ thế kỷ thứ 5. Họ đã mô tả Ani như là một pháo đài kiên cố được xây dựng trên đỉnh đồi và là thuộc địa của triều Kamsarakan.

### Thủ đô của Bagratuni

Vương quốc Bagratuni của Armenia, k. 1000

Đến thế kỷ 9, những lãnh thổ cũ của Kamsarakan ở Arsharunik và Shirak (bao gồm cả Ani) đã được sáp nhập vào lãnh thổ của triều đại Bagratuni. Lãnh đạo của họ là Ashot Msaker đã được trao danh hiệu ishkhan (hoàng tử) của Armenia bởi Khalifah vào năm 804. Thủ đô đầu tiên của người Bagratuni là ở Bagaran nằm cách Ani 40 km về phía nam trước khi được chuyển đến Shirakavan nằm cách Ani 25 km về phía đông bắc. Sau đó, thủ đô một lần nữa được rời về Kars trong năm 929. Năm 961, vua Ashot III rời kinh đô từ Kars về Ani. Ani sau đó phát triển nhanh chóng trong thời cai trị của Smbat III, trị vì từ năm 977 đến 989. Năm 992, các Giám mục của Giáo hội Tông truyền Armenia chuyển về Ani. Thể ký 10, dân số của thành phố ước đạt 50.000 đến 100.000 người và danh tiếng của nó từ đó được lan truyền như là "thành phố 40 cổng" hay "thành phố 1001 nhà thờ". Ani sau đó cũng chính là lăng mộ hoàng gia của các vị vua Bagratuni.
Đỉnh cao quyền lực của Ani chính là trong thời kỳ trị vì kéo dài của vua Gagik I từ năm 989 đến 1020. Sau khi ông qua đời, hai người con trai của ông đã tranh giành về thừa kế. Trong khi người con trai cả Hovhannes-Smbat III giành quyền kiểm soát Ani thì người con trai thứ là Ashot IV đã kiểm soát các vùng khác của vương quốc Bagratid. Hovhannes-Smbat sợ rằng đế chế Byzantine sẽ tấn công vương quốc của mình, khi hoàng đế Basileios II của Byzantine nắm quyền. Khi Hovhannes-Smbat qua đời trong năm 1041, người kế thừa Basileios là hoàng đế Mikhael IV xứ Paphlagonia, tuyên bố chủ quyền đối với Ani. Vị vua mới của Ani là Gagik II (cại trị từ 1042-1045) đã phản đối điều này và quân đội Byzantine đưa đến nhằm chiếm giữ Ani đã bị đẩy lùi. Tuy nhiên, trong năm 1046, Ani đã đầu hàng trước Byzantine, Gagik bị đưa đến Constantinople và bị giam giữ ở đó sau khi nghe theo sự xúi giục của những kẻ thân Byzantine. Một thống đốc Byzantine đã được đưa đến Ani để cai quản thành phố sau đó.

### Trung tâm văn hóa và kinh tế

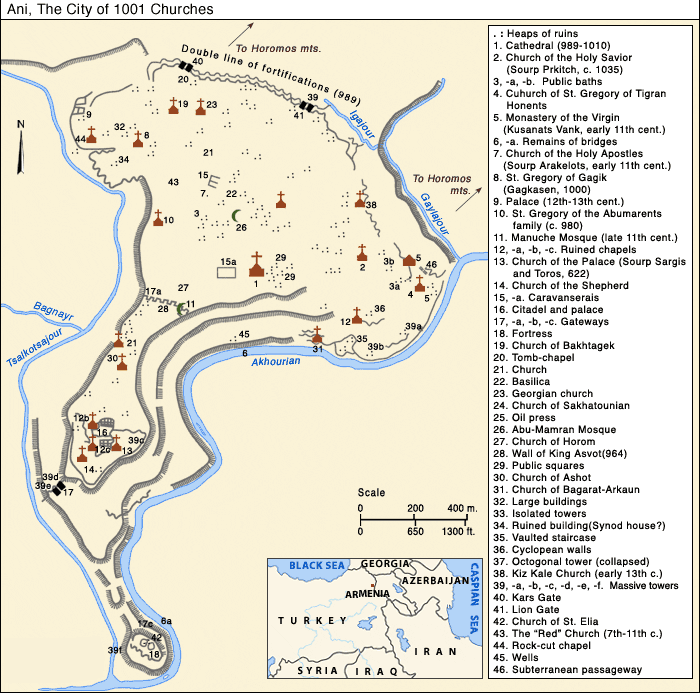
Bản đồ thành phố.

Ani không nằm dọc theo bất cứ một con đường thương mại nào trước đây, nhưng nhờ kích thước, sức mạnh và sự giàu có của nó khiến nơi đây trở thành một trung tâm quan trọng trên các tuyến đường thương mại. Đối tác thương mại chính của Ani chính là Byzantine, Ba Tư, những người Ả Rập cũng như các quốc gia nhỏ hơn ở miền nam nước Nga và Trung Á.

### Suy tàn và bị bỏ rơi
Năm 1064, một lượng lớn quân đội của đế chế Seljuk dưới sự chỉ đạo của Alp Arslan đã tấn công Ani. Sau cuộc vây hãm kéo dài 25 ngày, Ani thất thủ và số lượng lớn người dân ở đây đã bị tàn sát. Thống kê của cuộc thảm sát đã được đưa ra bởi nhà sử học Ả Rập Sibt ibn al-Jawzi trích dẫn:
Quân đội tiến vào thành phố, tàn sát dân cư, cướp bóc và đốt cháy nhà cửa, để lại một đống đổ nát và giam giữ tất cả những người còn sống...Những xác chết là rất nhiều tại các đường phố, người ta không thể đi đâu mà không bước qua những cái xác. Số lượng tù nhân là không ít hơn 50.000 người. Tôi đã vào thành phố để chứng kiến sự tàn phá bằng chính mắt mình. Tôi đã cố gắng để tìm một con đường mà tôi sẽ không phải đi qua những xác chết, nhưng đó là điều không thể.
Năm 1072, Seljuk đã bán Ani cho Shaddadids, một triều đại Hồi giáo của người Kurd. Shaddadids thường theo đuổi chính sách hòa giải đối với những người Armenia và Chính thống giáo tại thành phố và một số thành viên của vương triều đã kết hôn với giới quý tộc Bagratid. Bất cứ khi nào những người Shaddadid cai quản thành phố cố chấp, người dân có quyền kháng nghi với Giáo hội Chính thống và quốc vương của Gruzia để được giúp đỡ. Tổng cộng Gruzia đã chiếm giữ Ani 5 lần từ năm 1124 đến 1209, đó là vào năm 1124, 1161, 1174, 1199 và 1209. Ba lần đầu tiên đã chiếm lại bởi Shaddadids. Trong năm 1199, nữ hoàng Tamar của Gruzia chiếm giữ được Ani và giao quyền cai quản cho Zakare và Ivane cai quản. Và sự thành công khi Zakare Shahanshah cai trị. Triều đại Zakare của Zakarids tự nhận là người kế nhiệm của Bagratids. Sự thịnh vượng sau đó nhanh chóng đã trở lại với Ani với nhiều công sự phòng thủ và nhà thờ mới được xây dựng.
Đế quốc Mông Cổ sau đó đã không thành công trong việc bao vây Ani vào năm 1226, nhưng đến năm 1236 thì thành phố đã bị phá hủy và một số lượng lớn người dân của Ani bị tàn sát. Ani đã thất thủ khi Shahanshah vắng mặt. Khi trở về, Zakarids tiếp tục cai trị Ani với tư cách như là chư hầu của Mông Cổ hơn là của Gruzia.
Đến thế kỷ 14, thành phố bị cai trị bởi một chuỗi các triều đại địa phương Thổ Nhĩ Kỳ, bao gồm cả Jalayrids và Kara Koyunlu, những người đã đặt Ani là thủ phủ của họ. Thành phố sau đó đã bị hủy hoại bởi một trận động đất năm 1319. Hoàng đế Timur Lenk sau đó đã chiếm giữ Ani trong thập niên 1380, nhưng sau khi ông qua đời vào năm 1405 thì Kara Koyunlu đã giành lại quyền kiểm soát Ani nhưng thủ đô được chuyển đến Yerevan. Năm 1441, Armenia Catholicosate cũng có sự tương tự. Nhà Safavid sau đó đã cai trị Ani cho đến khi nó trở thành một phần của Đế quốc Ottoman của Thổ Nhĩ Kỳ vào năm 1579. Một thị trấn Ani vẫn nằm trong các bức tường cho đến ít nhất giữa thế kỷ 17. Ani sau đó đã hoàn toàn bị bỏ rơi vào năm 1735 khi những tu sĩ cuối cùng rời khỏi tu viện

### Thời hiện đại
—James Bryce, 1876
Trong nửa đầu thế kỷ 19, khách du lịch châu Âu đã phát hiện và đưa Ani với thế giới bên ngoài khi các bản miêu tả về Ani đã được đưa lên các tạp chí và tài khoản du lịch. Ani còn lại rất ít các tòa nhà tư nhân nhưng các tòa nhà công cộng lớn vẫn còn số lượng đáng kể và đôi khi là các bức tường của chúng vẫn được bảo quản tốt và đã trình bày được nhiều điểm về vẻ đẹp kiến trúc vĩ đại của thành phố. Ohannes Kurkdjian sau đó đã đưa hình ảnh của Ani từ thế kỷ 2 đến 19 thông qua các hình ảnh.
Năm 1878, khu vực Kars bao gồm cả Ani của đế quốc Ottoman bị sáp nhập vào khu vực Transcaucasia của Đế quốc Nga. Năm 1892, các cuộc khai quật khảo cổ học đầu tiên được tiến hành tại Ani được tài trợ bởi Viện Hàn lâm Khoa học Nga và được giám sát bởi nhà khảo cổ học và Đông phương học Nicholas Marr (1864-1934). Cuộc khai quật của Marr sau đó được nối lại vào năm 1904 và tiếp tục hàng năm cho đến năm 1917. Nhiều tòa nhà đã được phát hiện và đo lường, những phát hiện được nghiên cứu và công bố trên tạp chí khoa học, sách hướng dẫn chi tiết về các di tích và cho bảo tàng. Những tòa nhà có nguy cơ sụp đổ cao nhất cũng đã được trùng tu khẩn cấp. Một bảo tàng đã được thành lập để lưu giữ hàng chục nghìn món đồ được khai quật ở Ani. Bảo tàng được đặt tại hai tòa nhà là Nhà thờ Hồi giáo Minuchihr và một công trình khác được xây dựng bằng đá. Những người từ các làng và thị trấn lân cận của Armenia cũng đã bắt đầu tham quan thành phố một cách thường xuyên hơn. Thậm chí, một đội ngũ được xây dựng nhằm mục đích giáo dục cho trẻ em Armenia địa phương, xây dựng công viên khảo cổ và trồng cây xanh làm đẹp cho địa điểm khảo cổ.
Năm 1918, trong giai đoạn nửa sau của Thế chiến thứ nhất, quân đội của Đế quốc Ottoman đã chiến đấu theo cách của họ trên lãnh thổ của nước Cộng hòa Armenia mới được công bố tại Kars vào tháng 4 năm 1918. Tại Ani, nỗ lực đã được thực hiện để di rời những hiện vật trong bảo tàng trước sự tấn công từ các binh lính Thổ Nhĩ Kỳ.

## Hình ảnh

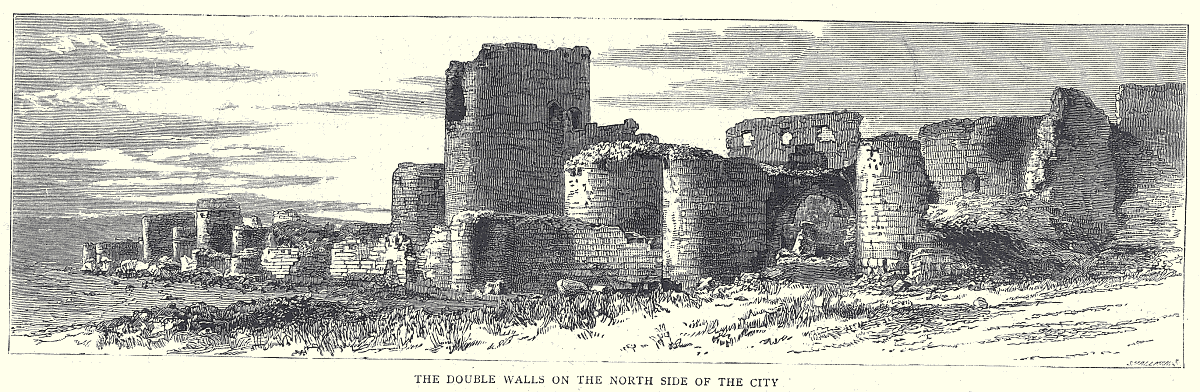
Bức họa năm 1885 cho thấy bức tường của Ani.
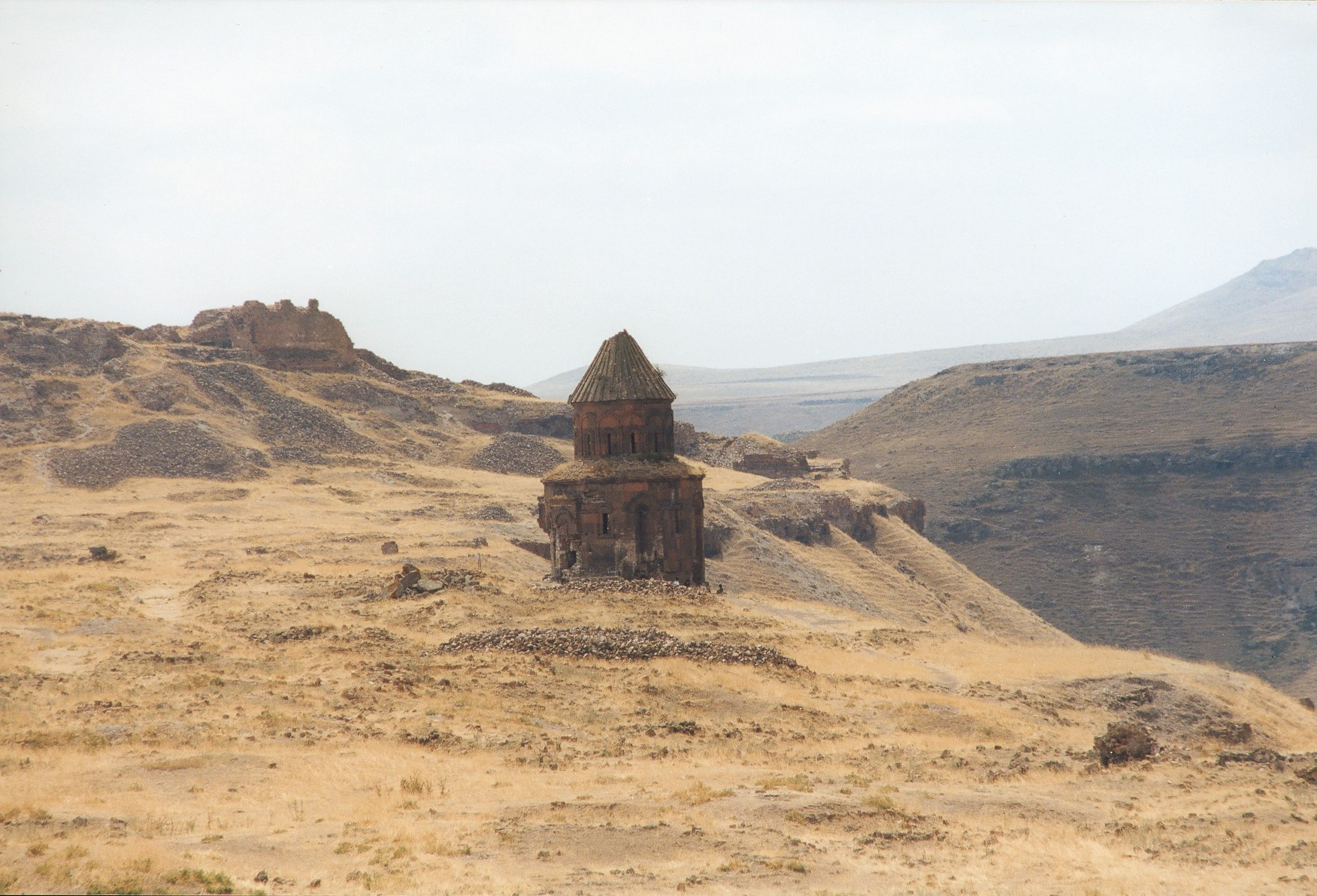
Nhà thờ Thánh Gregory của Abughamrents; trong nền là tòa thành.
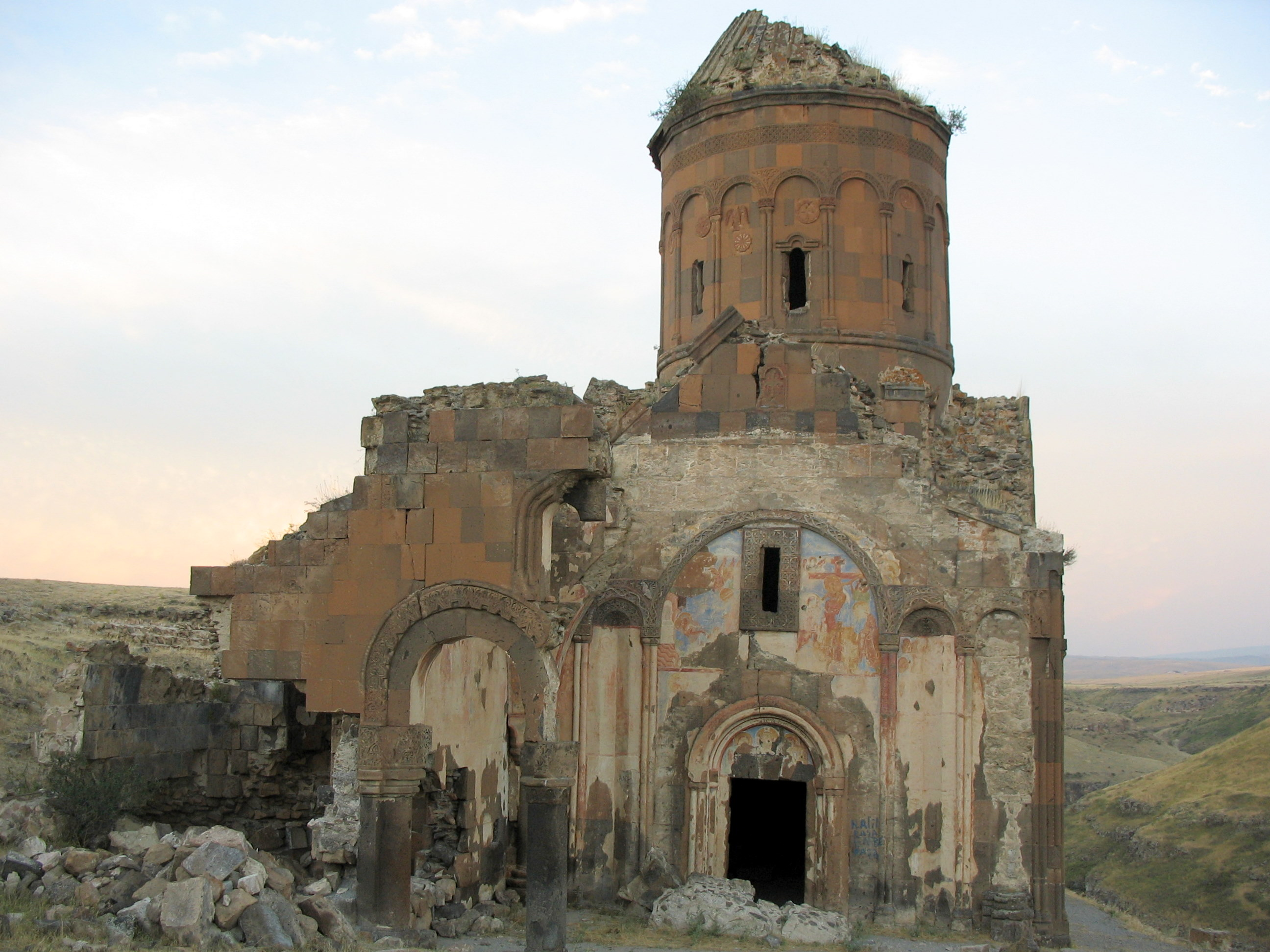
Nhà thờ Thánh Gregory của Tigran Honents, phía tây.
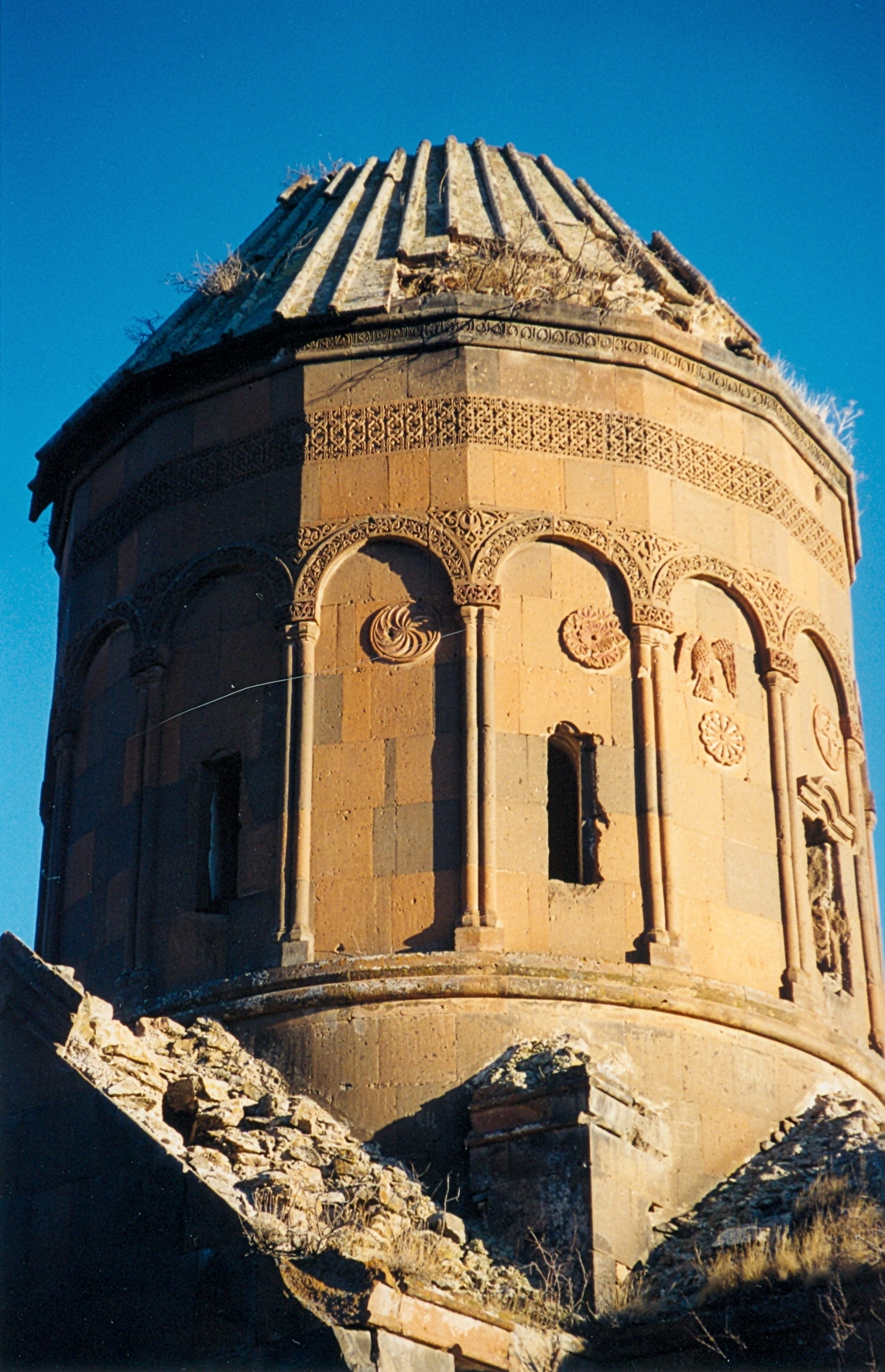
Nhà thờ Thánh Gregory của Tigran Honents.
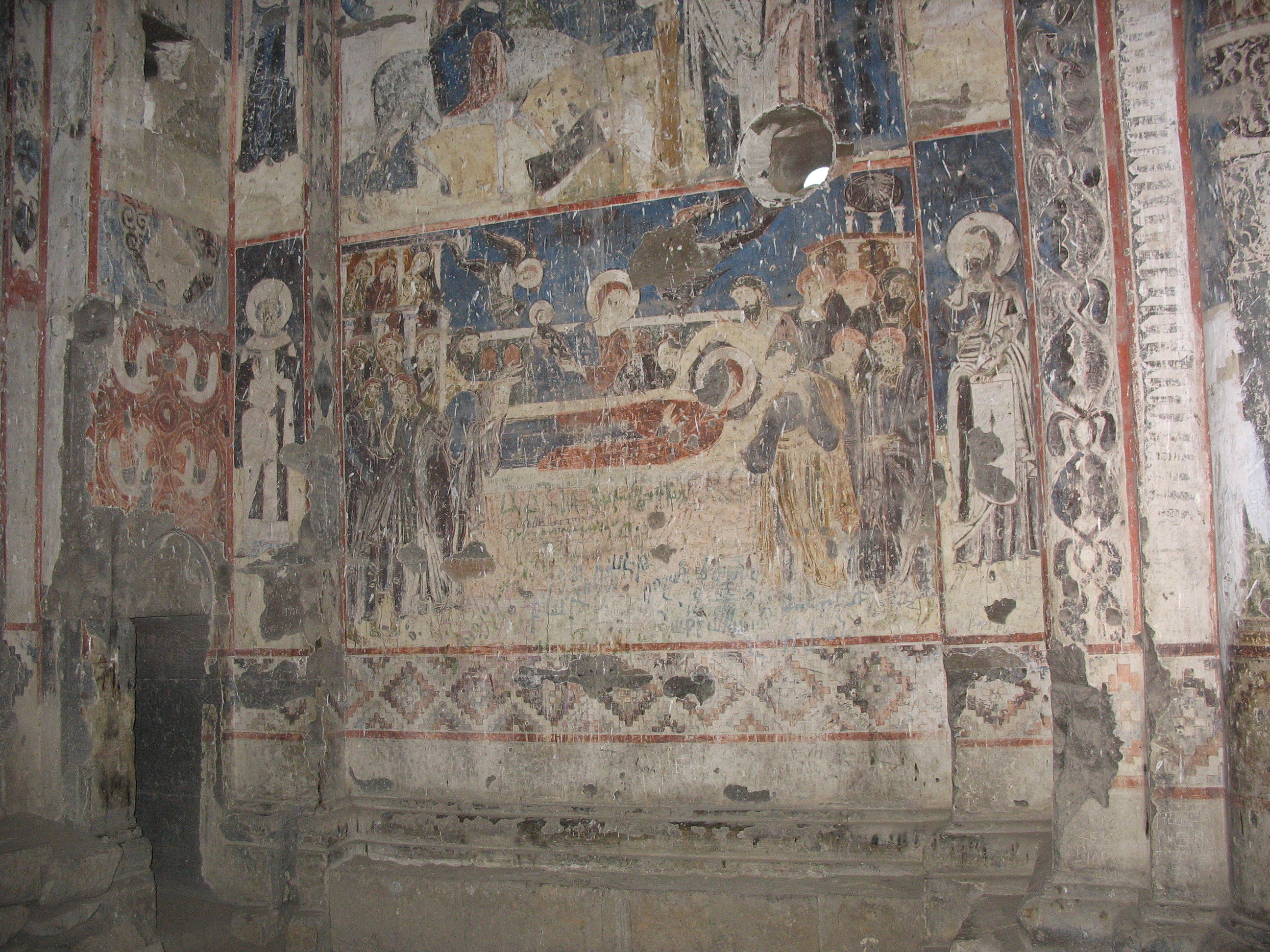
Bức bích họa trên tường phía nam của nhà thờ Thánh Gregory của Tigran Honents..
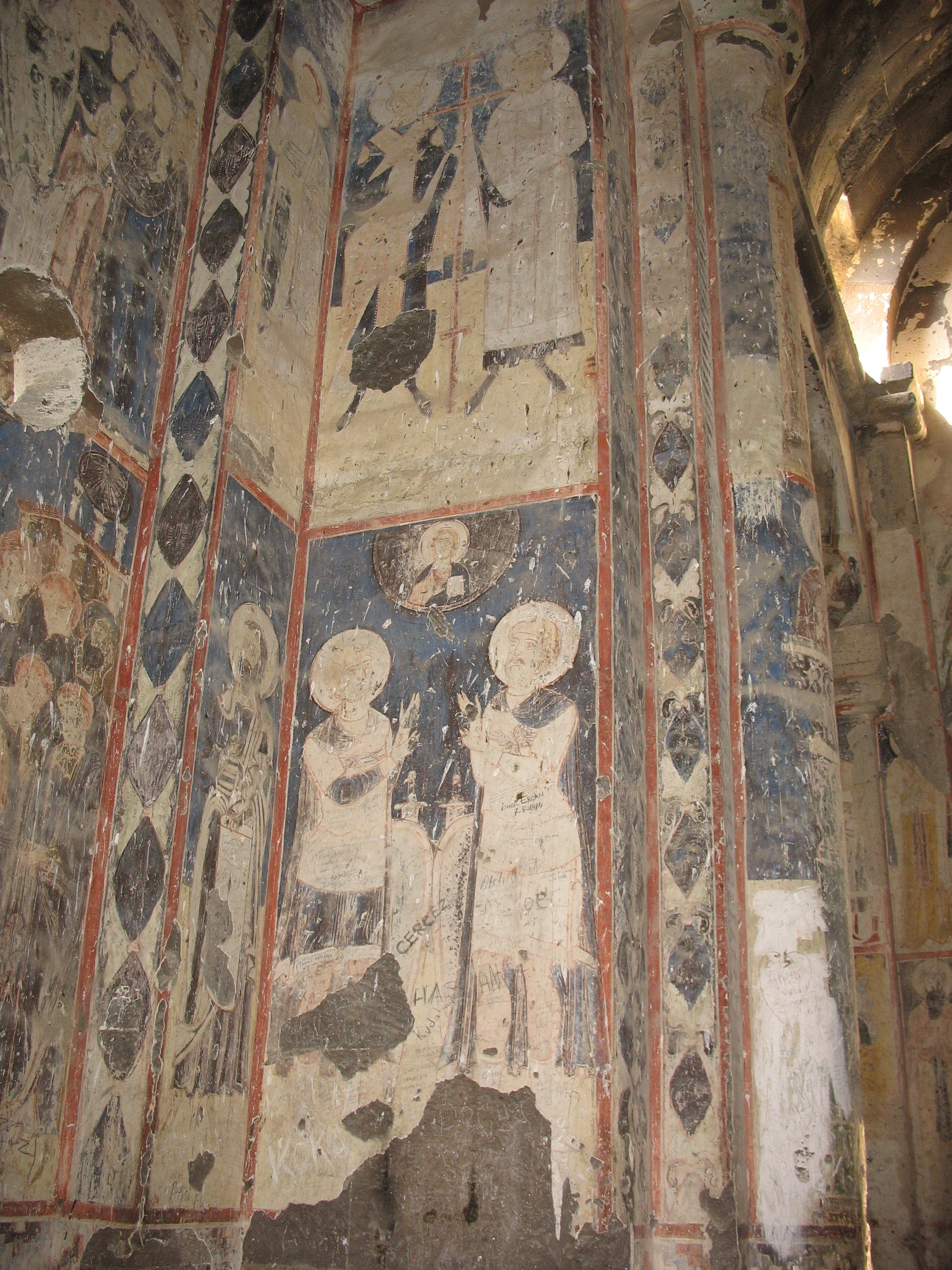
Một bức bích họa khác tại nhà thờ Thánh Gregory của Tigran Honents
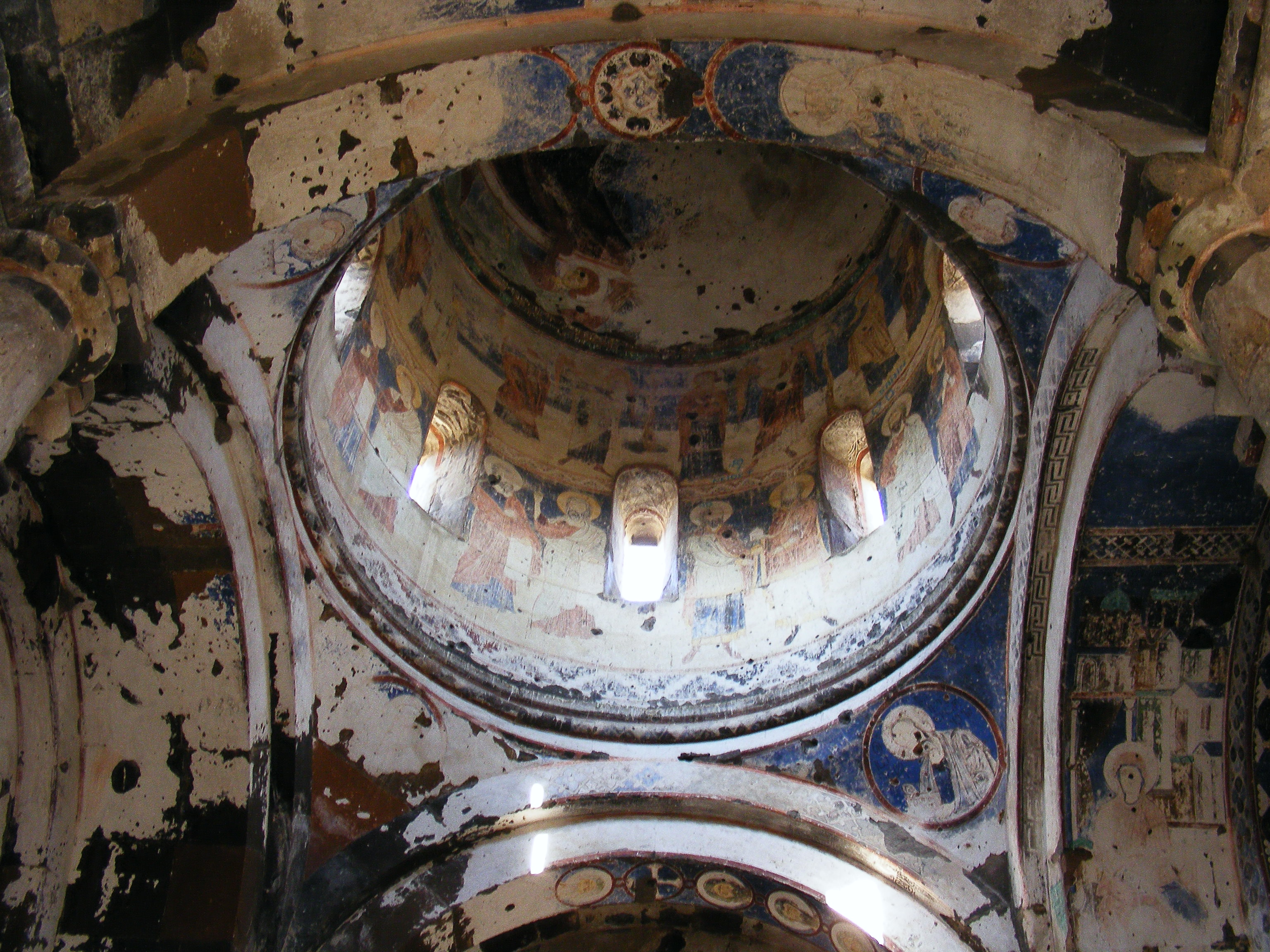
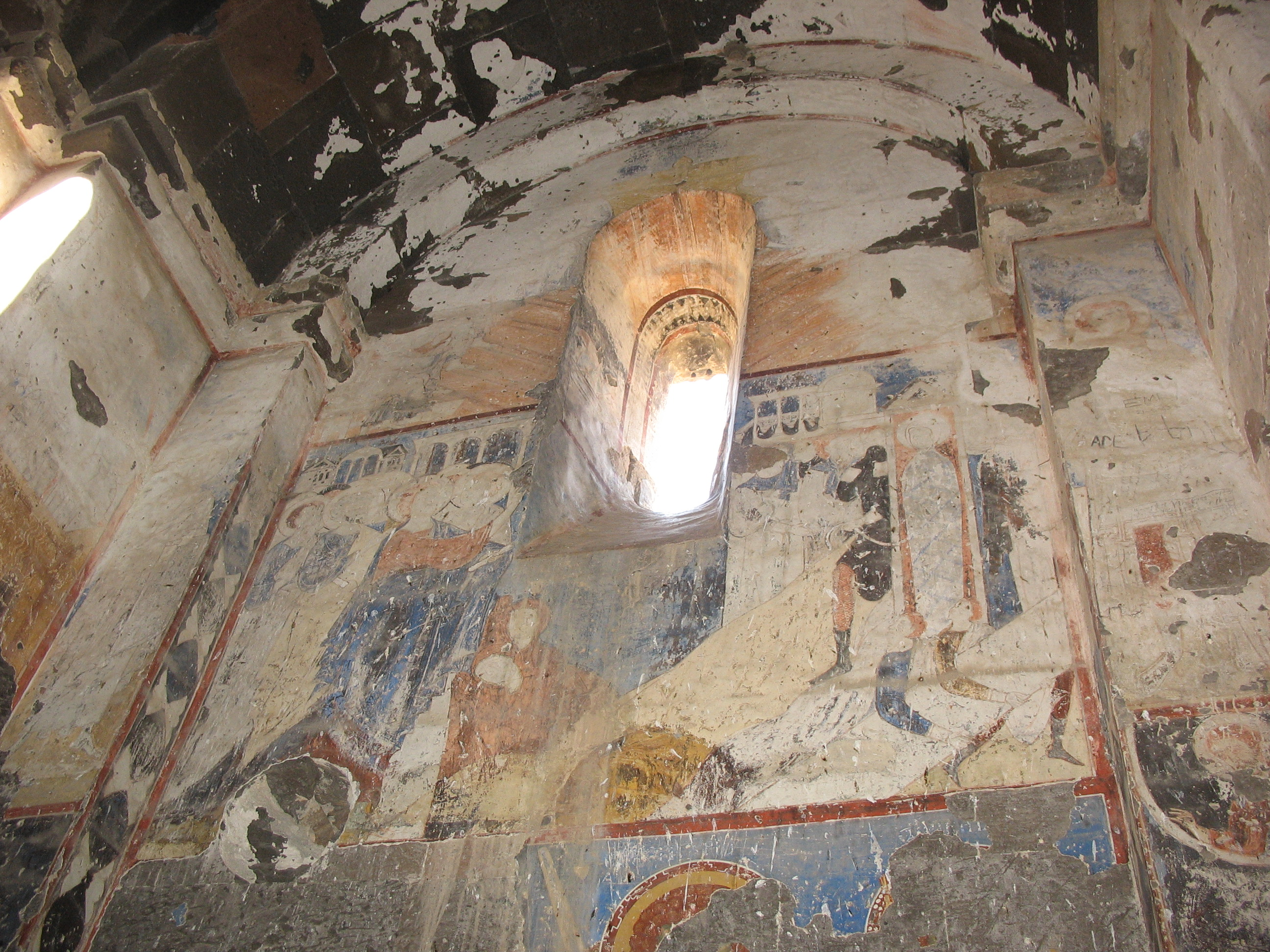
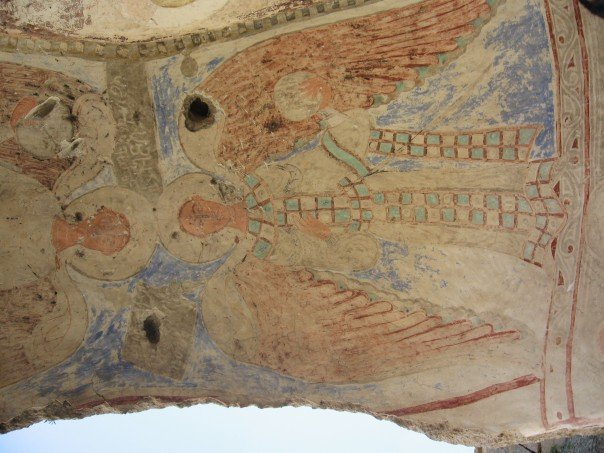